# بيتر بوكر
بيتر بوكر (بالإنجليزية: Peter Bowker)‏ هو كاتب سيناريو وكاتب مسرحي بريطاني، ولد في 1958 في Hazel Grove ‏ في المملكة المتحدة.

## وصلات خارجية
- بيتر بوكر على موقع IMDb (الإنجليزية)
- بيتر بوكر على موقع ألو سيني (الفرنسية)
- بيتر بوكر على موقع أول موفي (الإنجليزية)
- بيتر بوكر على موقع قاعدة بيانات الأفلام السويدية (السويدية)
- بيتر بوكر على موقع قاعدة بيانات الفيلم (الإنجليزية)
- بيتر بوكر على موقع كينوبويسك (الروسية)